# Bayarque
Bayarque es una localidad y municipio español situado en la parte central de la comarca del Valle del Almanzora, en la provincia de Almería, comunidad autónoma de Andalucía. Limita con los municipios de Tíjola, Armuña de Almanzora, Sierro, Bacares y Serón. Por su término discurre el río Bacares.
La localidad se divide en dos partes: el barrio de la Ermita y el resto del pueblo, separados por una rambla que los atraviesa.

## Toponimia
El nombre de Bayarque podría derivar del árabe bi-yarq, cuyo significado es en el promontorio.

## Geografía física
Integrado en la comarca del Valle del Almanzora, se encuentra situado a 82 kilómetros de la capital provincial, a 141 de Granada y a 168 de Murcia. El término municipal está atravesado por la carretera AL-3102, que conecta las localidades de Tabernas y Tíjola.
En cuanto a su relieve, se ubica entre la cabecera del Alto Almanzora y las estribaciones de la sierra de los Filabres, concretamente en la falda septentrional de la misma de cara al Valle del Almanzora, delimitando al norte con la Sierra de las Estancias y del Madroñal. Está acentuado en la margen derecha del río Bacares que le lleva agua desde las cumbres altas, en la espina dorsal de los Filabres.

### Riesgos naturales
El municipio de Bayarque todavía no cuenta con un PTEL que cumpla con la Ley 5/2010 sobre autonomía local.

## Naturaleza
La Zona de Especial Conservación (ZEC) "Calares Sierra de los Filabres" se extiende por parte del término municipal.
| Noroeste: Serón y Tíjola  | Norte: Tíjola | Nordeste: Tíjola y Armuña de Almanzora |
| Oeste: Serón              |               | Este: Sierro                           |
| Suroeste: Serón y Bacares | Sur: Bacares  | Sureste: Bacares y Sierro              |

### Clima
Por la clasificación de Köppen Bayarque tiene un clima semiárido frío o estepario (bsk).

## Historia
Los restos más antiguos hallados en la zona corresponden a asentamientos neolíticos como Alamedilla o Cerrá IV situados, como en el resto de poblaciones del Valle del Almanzora, para aprovechar sus fértiles tierras de cultivo. También se han hallado abundantes restos romanos por la influencia de la civitas stipendiaria Tagili.
Tras el fin de la Reconquista con la derrota del Reino de Granada por los Reyes Católicos, la mayoría de la población siguió siendo morisca. La revuelta que estos protagonizaron en el siglo XVI propició la llegada de nuevos habitantes, muchos de ellos procedentes de Murcia y Valencia.
Durante el siglo XIX el sector económico de mayor dinamismo en España fue el de la minería debido a la producción de acero inglés y, en menor medida alemán en la Segunda Revolución Industrial. La totalidad de la producción se exportaba y las concesionarias eran empresas de capital extranjero como la The Alquife Mines and Railway Co. Ltd. (Minas de Alquife, en Granada). En el caso de Bayarque en 1887 las belgas Compagnie des Mins et de Chemins de Fer Bacàres-Almería y W.H. Müller y Cía. pusieron en explotación la mina de mineral de hierro Cuevas Negras, en explotación hasta 1910. Compagnie des Mins fue además la propietaria de Las Menas en Serón hasta 1915 por lo que se la conocía como Casa Menas. El transporte del mineral de las minas Cuevas Negras y la mina Gran Coloso, en explotación hasta 1916 y propiedad de Grasset y Cia., se efectuaba desde 1903 mediante cables aéreos hasta la estación de Tíjola para ser embarcados por el embarcadero del Hornillo en Águilas, Murcia.

## Geografía humana

### Organización territorial
El municipio carece de cualquier otro núcleo de población.

### Demografía
Cuenta con una población de 224 habitantes (INE 2024).
| Gráfica de evolución demográfica de Bayarque entre 1842 y 2021                                                        |
| |
| Población de derecho según los censos de población del INE. Población de hecho según los censos de población del INE. |

### Economía

#### Evolución de la deuda viva municipal
| Gráfica de evolución de deuda viva del Ayuntamiento de Bayarque entre 2008 y 2019                                |
| |
| Deuda viva del Ayuntamiento de Bayarque en miles de euros según datos del Ministerio de Hacienda y Ad. Públicas. |

## Símbolos
Bayarque cuenta con un escudo y bandera adoptados de manera oficial el 4 de julio de 1996 y el 7 de abril de 2011 respectivamente.

### Escudo
Su descripción heráldica es la siguiente:

De azur (azul), dos montañas de oro (amarillo) sostenidas de ondas de plata (blanco) y azur, movientes de la punta y surmontadas de un creciente ranversado de plata. Al timbre, Corona Real cerrada.

### Bandera
La enseña del municipio tiene la siguiente descripción:

Paño rectangular de proporciones 3:2 (largo por ancho); dividido en tres franjas horizontales de igual anchura; la superior e inferior azules, y la central dividida a su vez en otras tres iguales, en el siguiente orden: amarilla, blanca y amarilla. Al centro, el escudo municipal.

## Administración y política
Los resultados en Bayarque de las últimas elecciones municipales, celebradas en mayo de 2019, son:
| Elecciones Municipales - Bayarque (2019) | Elecciones Municipales - Bayarque (2019) | Elecciones Municipales - Bayarque (2019) | Elecciones Municipales - Bayarque (2019) | Elecciones Municipales - Bayarque (2019) |
| Partido político                         | Partido político                         | Votos                                    | Votos                                    | Concejales                               |
| ---------------------------------------- | ---------------------------------------- | ---------------------------------------- | ---------------------------------------- | ---------------------------------------- |
|                                          | Partido Popular (PP)                     | 122                                      | 72,19 %                                  | 4                                        |
|                                          | Partido Socialista Obrero Español (PSOE) | 44                                       | 26,04 %                                  | 1                                        |

### Alcaldes
| Legislatura | Nombre                   | Grupo |
| ----------- | ------------------------ | ----- |
| 1979-1983   | Julio López Mateo        | UCD   |
| 1983-1987   | Manuel Yélamos Cotes     | PSOE  |
| 1987-1991   | Manuel Yélamos Cotes     | PSOE  |
| 1991-1995   | Diego Mirallas Jiménez   | PP    |
| 1995-1999   | Antonio Pordoy Muñoz     | PP    |
| 1999-2003   | Antonio Pordoy Muñoz     | PP    |
| 2003-2007   | Antonio Pordoy Muñoz     | PP    |
| 2007-2011   | Ángeles Mirallas Jiménez | PSOE  |
| 2011-2015   | Ángeles Mirallas Jiménez | PSOE  |
| 2015-2019   | Ángeles Mirallas Jiménez | PSOE  |
| 2019-2023   | Antonio Pordoy Muñoz     | PP    |
| 2023-act.   | Antonio Pordoy Muñoz     | PP    |

## Servicios públicos

### Educación
El municipio cuenta con un colegio rural, el CPR Alto Almanzora, compartido con otras localidades. Los alumnos deben desplazarse hasta el instituto de Tíjola para continuar con su enseñanza obligatoria.

### Sanidad
El municipio cuenta con un consultorio médico de atención primaria situado en la plaza Benigno Asensio, n.º 6, dependiente del Área de Gestión Sanitaria Norte de Almería. El servicio de urgencias está en el centro de salud de Serón, y el área hospitalaria de referencia es el Hospital de Baza, en Granada.

## Cultura

### Patrimonio
Entre sus monumentos destacan la Parroquia de Nuestra Señora del Rosario, construida en el siglo XVI, aunque ha sido reparada en diversas ocasiones; y la Ermita de la Virgen de Lourdes, de 2006, situada en la cima de El Layón, en la Sierra de los Filabres.

### Patrimonio inmaterial
Festividades y tradiciones
Bayarque celebra sus fiestas populares el primer fin de semana de agosto en honor a San Antonio de Padua y la Virgen del Rosario, patrones del pueblo, e incluye una actuación de moros y cristianos consistente en tres actos que representa la toma de los santos patronos por parte de los cristianos que habían caído en manos de los moros en el siglo XVI, concluyendo con la conversión de los moros en cristianos. También hay comidas, juegos y diversas actuaciones durante el día y por la noche se hace una verbena.
El 3 de febrero se celebra el día de San Blas y consiste en juntarse los vecinos en el camino de Sierro a comer rosas (palomitas de maíz) acompañadas de cuerva.
Igualmente es típico de Bayarque festejar el 25 de abril el día de San Marcos, cuando se junta la gente por la tarde para degustar los populares hornazos acompañados de embutidos hechos en la última matanza.

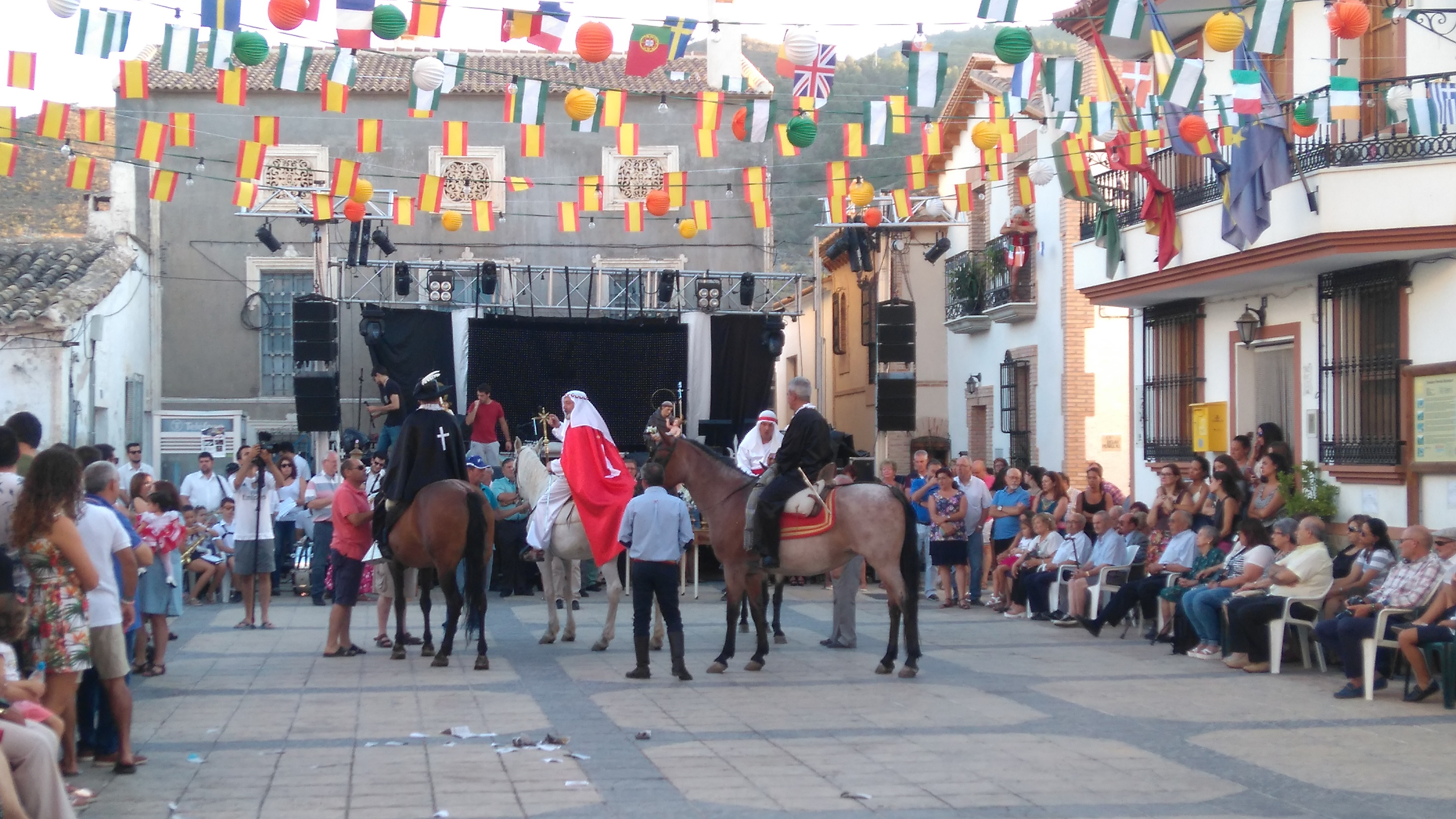
Fiesta de Moros y Cristianos en Bayarque

También cabe destacar otras celebraciones como las Cruces de Mayo el día 3, festividad muy común en localidades de toda la provincia, y el Corpus Christi a primeros de junio.